# 3240 Laocoon
A 3240 Laocoon (ideiglenes jelöléssel 1978 VG6) egy kisbolygó a Naprendszerben. Eleanor F. Helin,  Schelte J. Bus fedezte fel 1978. november 7-én.